# Subdivisions de l'Ouzbékistan

Subdivisions de l'Ouzbékistan

La République d'Ouzbékistan est divisée en 12 provinces (en ouzbek : viloyat), une ville (shahri) et une république autonome (respublikasi).
Les provinces (viloyat) sont ensuite divisées en districts (tuman), anciennement raïon.

## Subdivisions administratives de premier niveau en Ouzbékistan
1. Ville de Tachkent (en ouzbek : Toshkent Shahri)
2. Andijan (Andijon Viloyati)  - capitale : Andijan
3. Boukhara (Buxoro Viloyati) - capitale : Boukhara
4. Ferghana (Farg‘ona Viloyati) - capitale : Ferghana
5. Djizak (Jizzakh Viloyati) - capitale : Djizak
6. Namangan (Namangan Viloyati) - capitale : Namangan
7. Navoï (Navoiy Viloyati) - capitale : Navoï
8. Kachkadaria (Qashqadaryo Viloyati) - capitale : Karchi
9. Samarcande (Samarqand Viloyati) - capitale : Samarcande
10. Syr-Daria (Sirdaryo Viloyati) - capitale :  Goulistan
11. Sourkhan-Daria (Surxondaryo Viloyati) - capitale : Termez
12. Tachkent (Toshkent Viloyati) - capitale : Tachkent
13. Khorezm (Xorazm Viloyati) - capitale : Ourguentch
14. La République du Karakalpakstan (Qoraqalpog‘iston Respublikasi), aussi appelée République des Karakalpaks - capitale : Noukous.

La capitale nationale, Tachkent, en plus d'être le siège de son viloyat, est également, administrativement, une ville.